# Mercury Tracer
Der Mercury Tracer war ein von der US-amerikanischen, zum Ford-Konzern gehörenden Automobilmarke Mercury von 1987 bis 1999 vertriebenes Modell der unteren Mittelklasse.

## Erste Generation (1987–1990)
Im Herbst 1987 führte Mercury den Tracer als Nachfolger des Mercury Lynx ein. Bei diesem Modell handelte es sich um einen Klon des bereits in Asien und Australien angebotenen Ford Laser, der auf dem Mazda 323 basierte. Die fünftürigen Schräghecklimousinen wurden im mexikanischen Ford-Werk Hermosillo, die Dreitürer im Mazda 323-Werk im japanischen Hiroshima gefertigt. Zudem gab es einen fünftürigen Kombi auf Basis des 323 Kombis.

Den Antrieb übernahm beim ersten Tracer ein 83 PS (61 kW) starker 1,6-Liter-Vierzylinder.

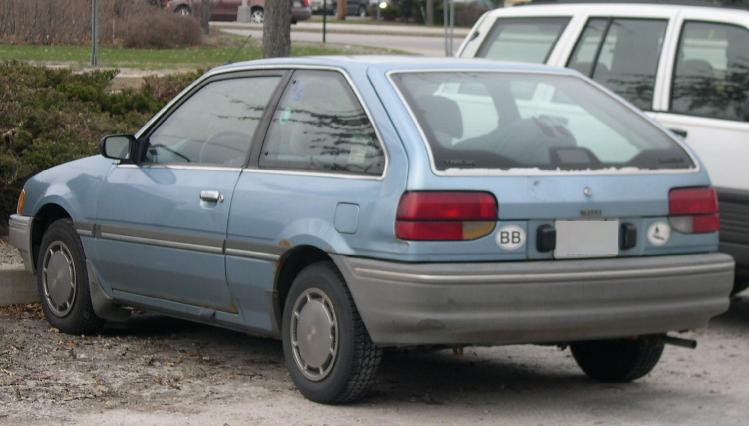
Heckansicht Dreitürer
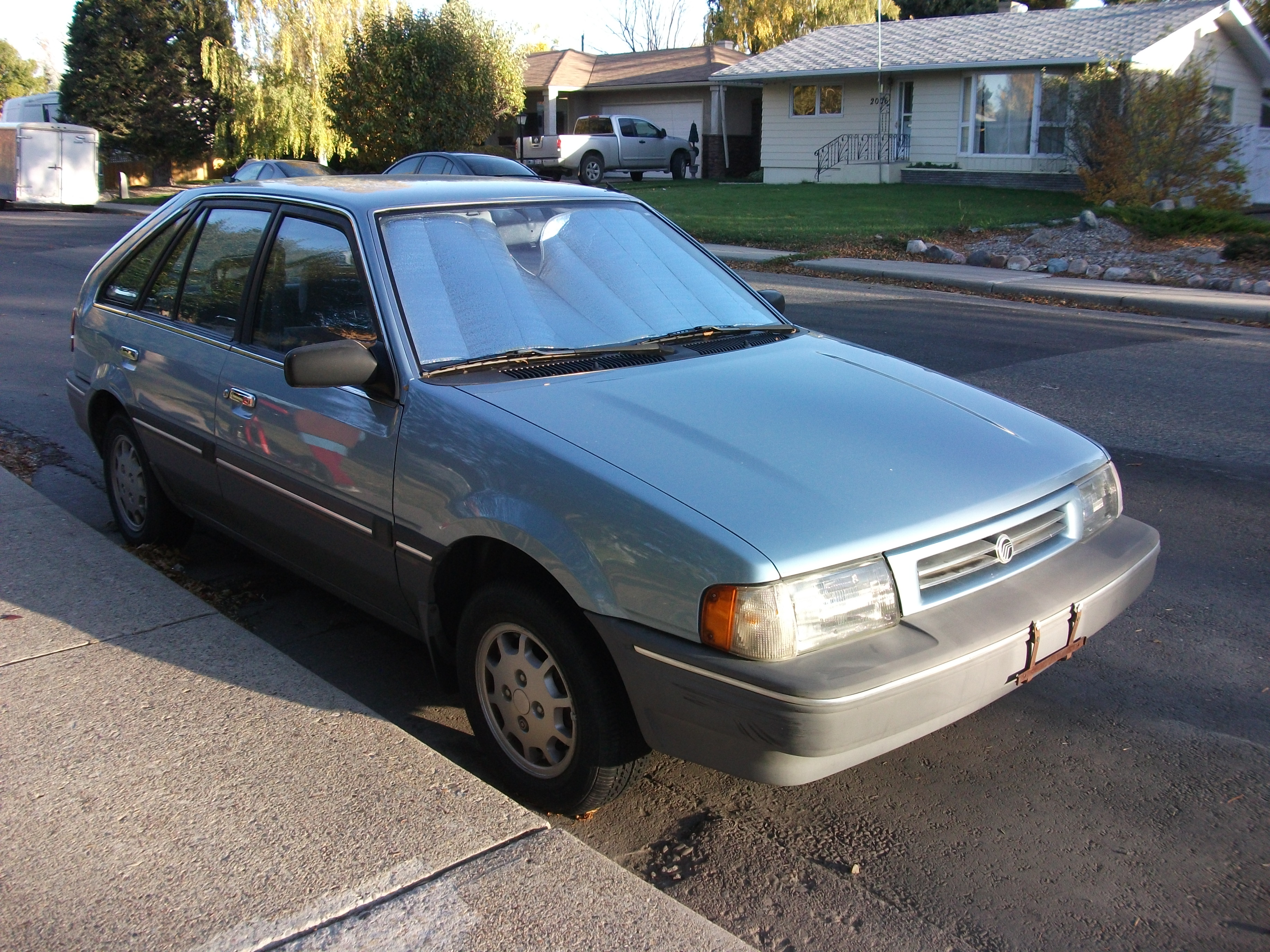
Fünftürer
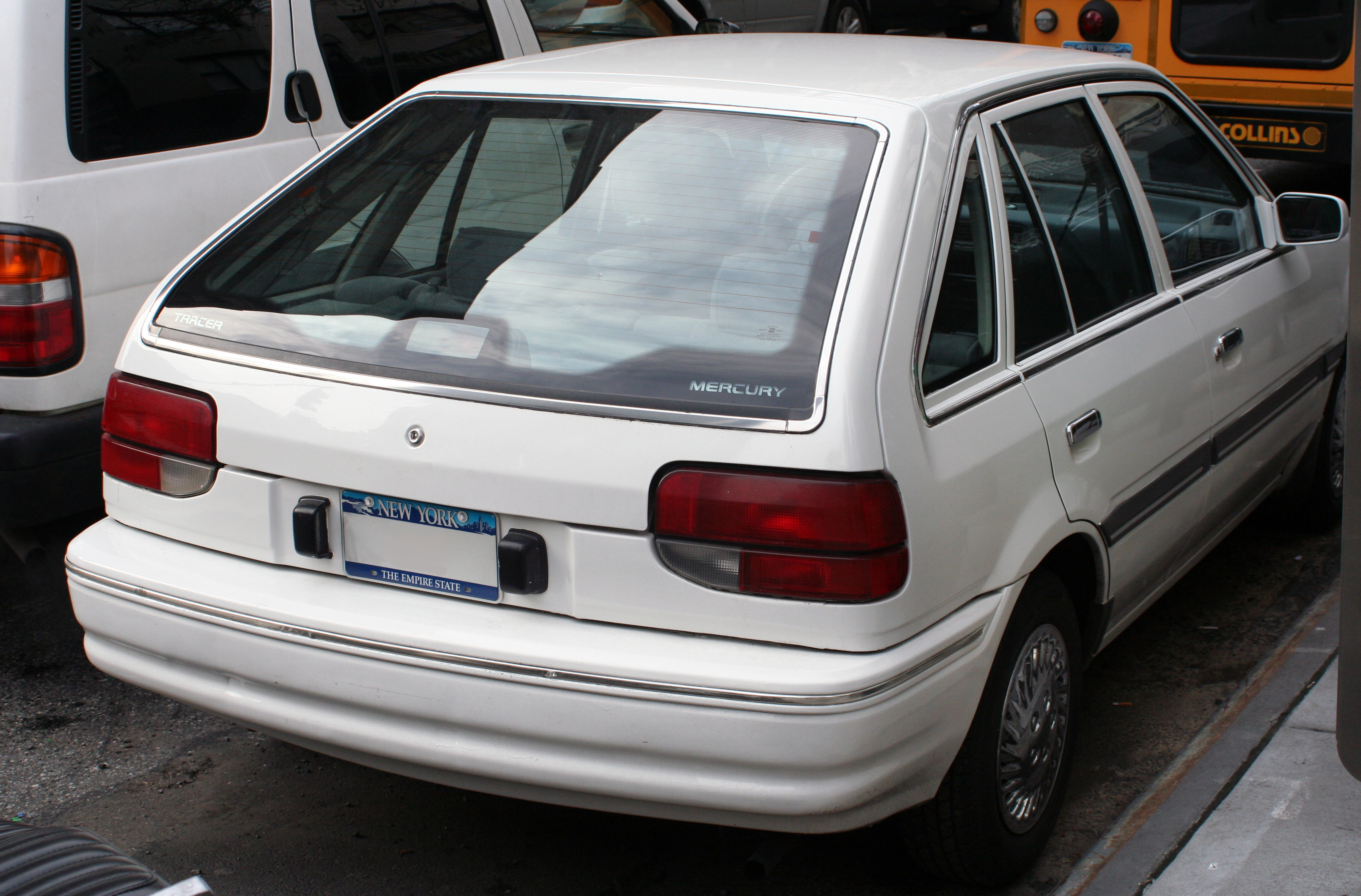
Heckansicht Fünftürer

## Zweite Generation (1990–1997)
1990 folgte ein neuer Tracer, diesmal auf Basis des zeitgenössischen Ford Escort, der auf der B-Plattform des Mazda 323 aufbaute. Der sportliche Tracer LTS (mit einem 1,8-Liter-DOHC-Motor von Mazda) war 1991 auf der jährlichen Ten Best-Liste der US-amerikanischen Autozeitschrift Car and Driver vertreten. Die übrigen Modelle wurden von einem 1,9-Liter-Vierzylinder von Ford (89 PS/65 kW) angetrieben.

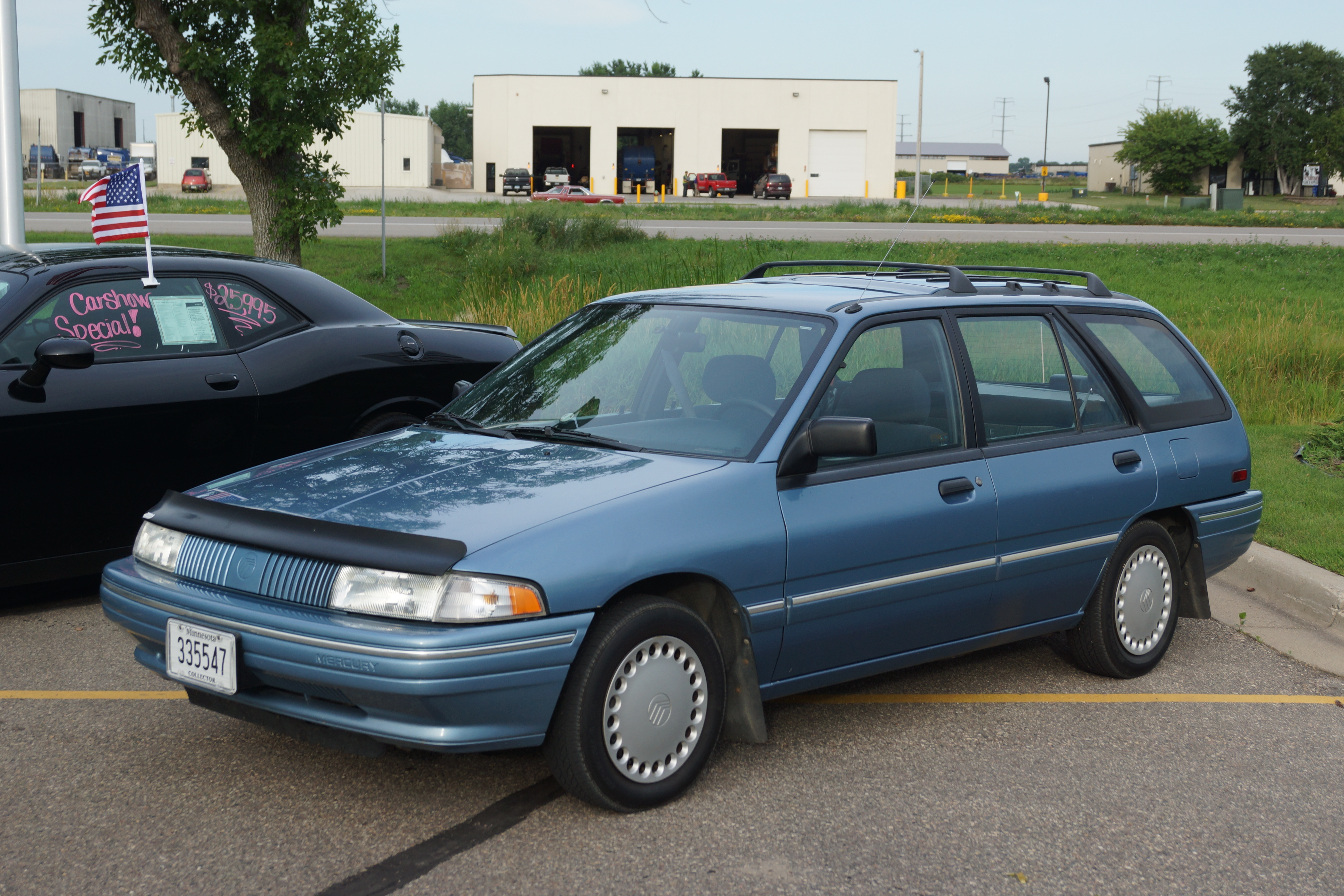
Mercury Tracer Kombi (1991)
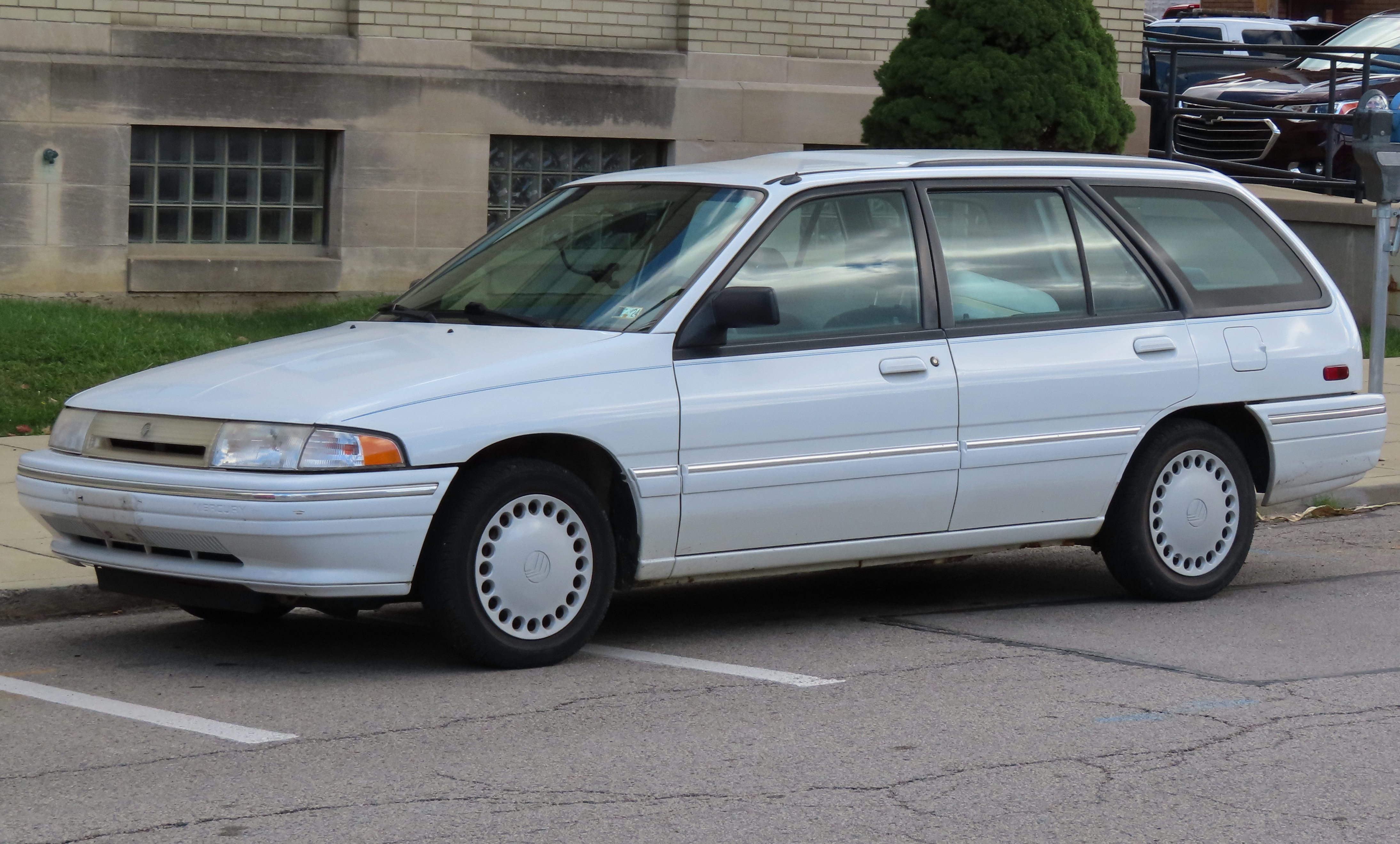
Mercury Tracer Kombi (1995)
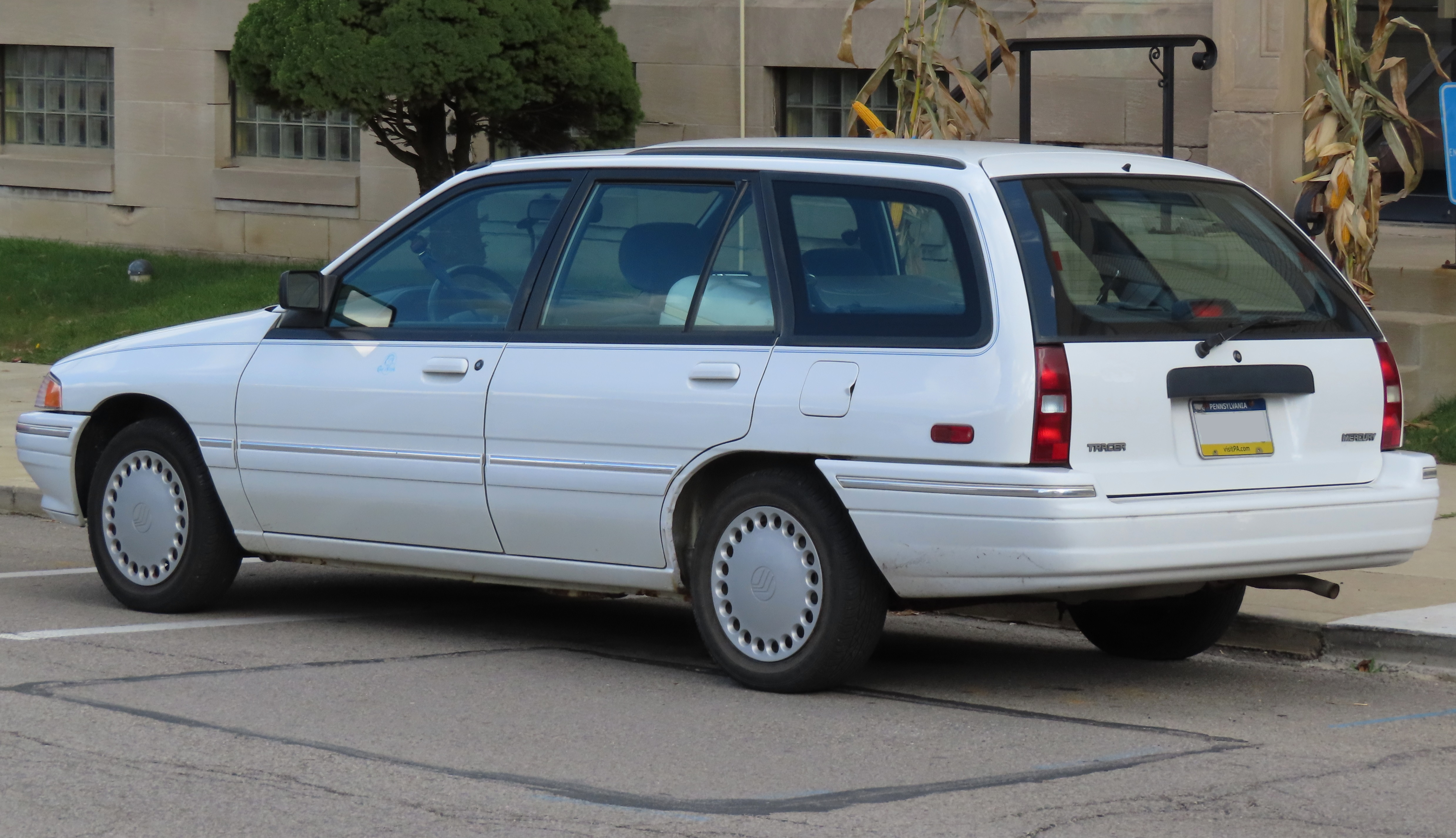
Heckansicht

## Dritte Generation (1997–1999)
Der Tracer machte den Modellwechsel des US-Escort 1997 mit und erhielt eine neue Karosserie, einen neu gestalteten Innenraum und einen neuen Motor auf einer weitgehend unveränderten Plattform. Angeboten wurden die Ausstattungsstufen Basis (in manchen Modelljahren GS genannt) und LS, ferner gab es (wie schon beim Vorgänger) 1998/99 ein Trio-Optikpaket. Der LS stellte die komfortbetonte Variante und war mit für die Klasse ungewöhnlichen Extras wie Lederinterieur, Keyless Entry, elektrischen Fensterhebern, Zentralverriegelung usw. erhältlich; Serie waren beim LS Drehzahlmesser, Alufelgen und anderes. Der Tracer der dritten Generation besaß einen 112 PS (82 kW) starken Zweiliter-Vierzylinder aus der Ford-CVH-Familie. Er wurde 1999 ersatzlos gestrichen.

Ein ursprünglich für 2011 geplantes Badge-Engineering-Modell auf Basis des Ford Focus der dritten Generation wurde aufgrund der Einstellung der Marke Mercury gestrichen.

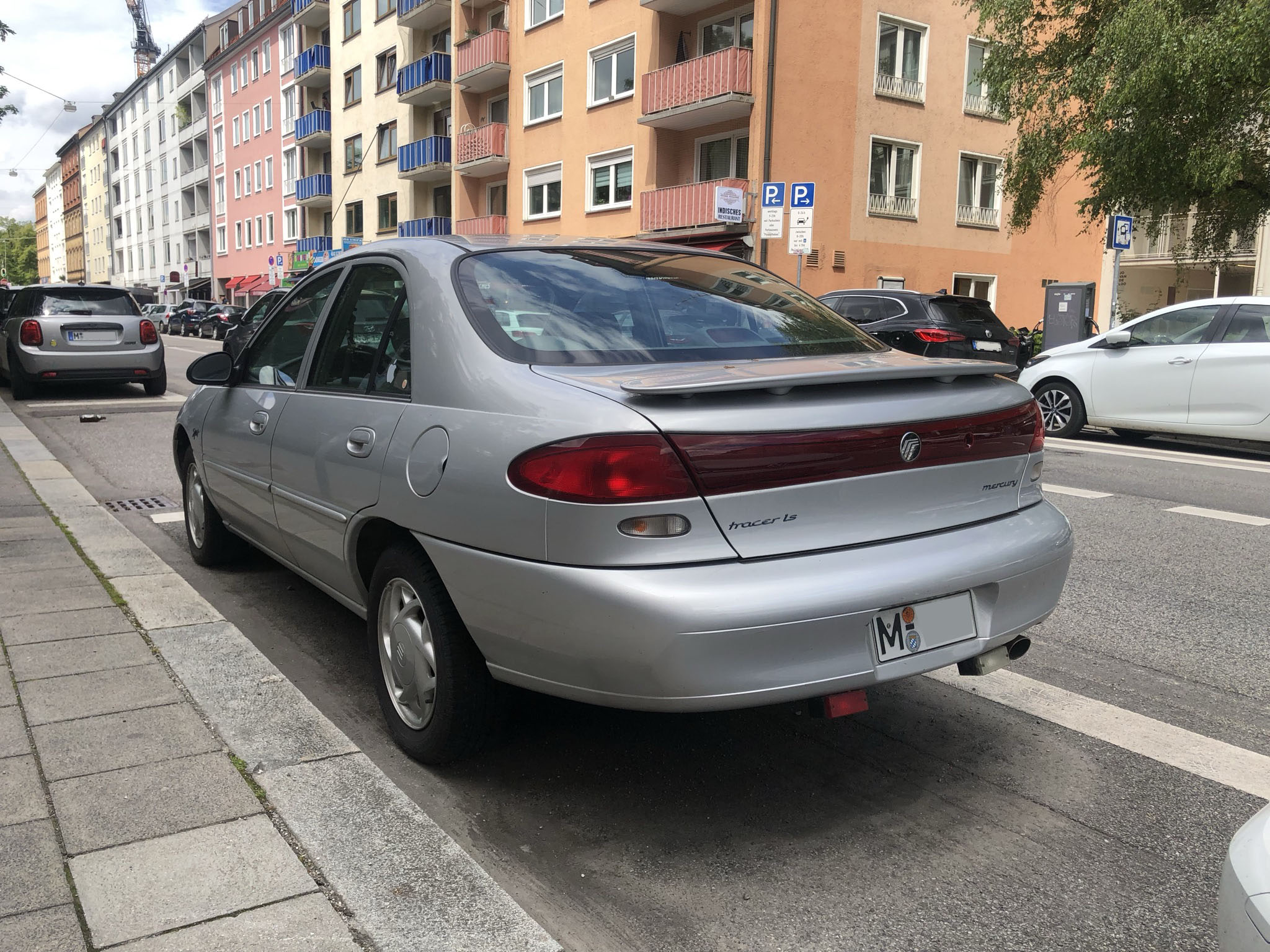
Heckansicht
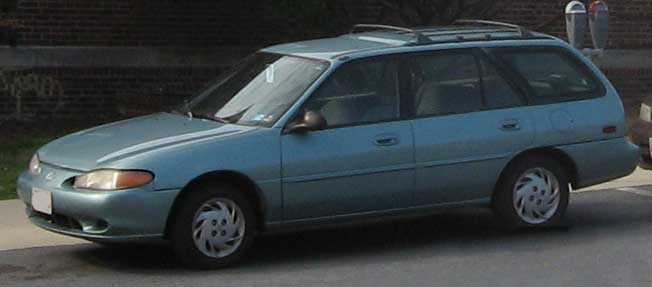
Mercury Tracer Kombi
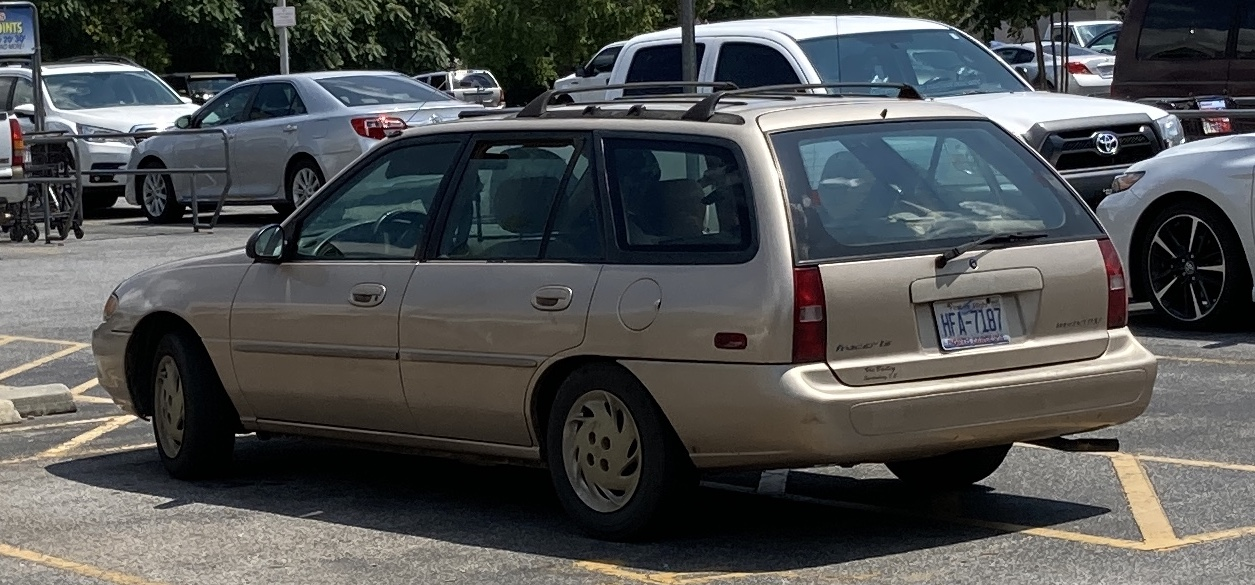
Heckansicht